# ウルル
座標: 南緯25度20分41.3秒 東経131度2分6.6秒 / 南緯25.344806度 東経131.035167度

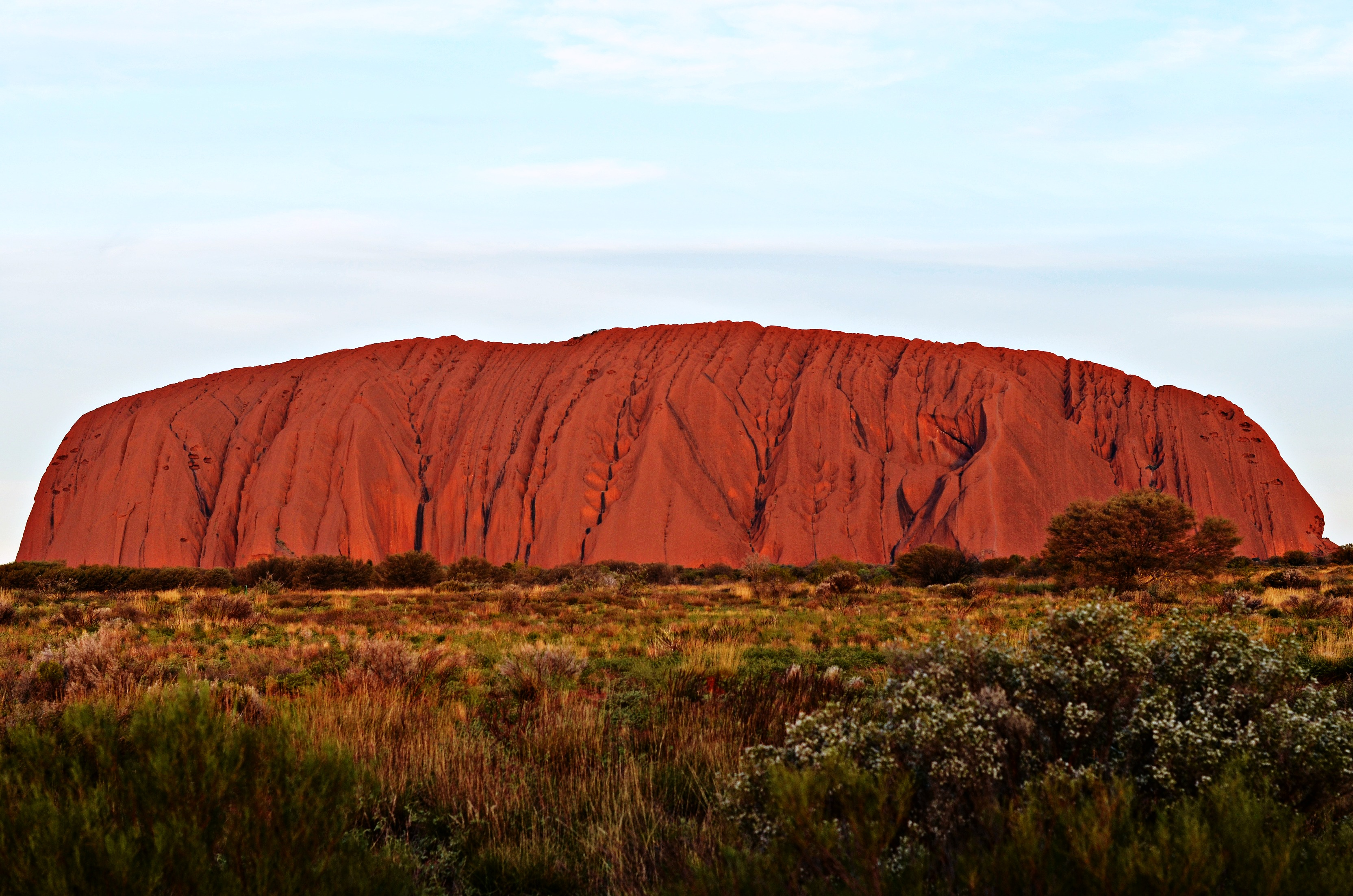
ウルルの全景

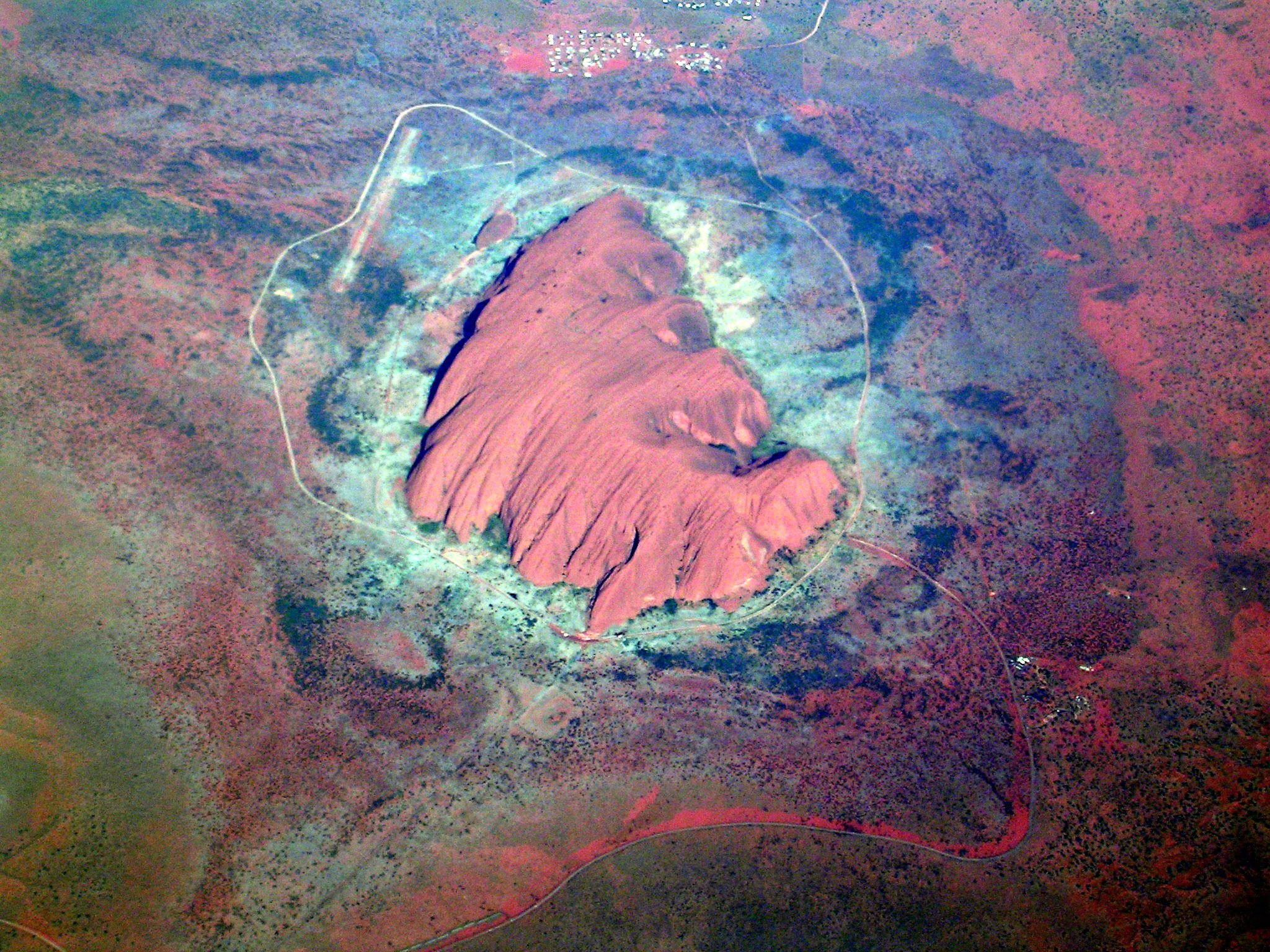
空中写真

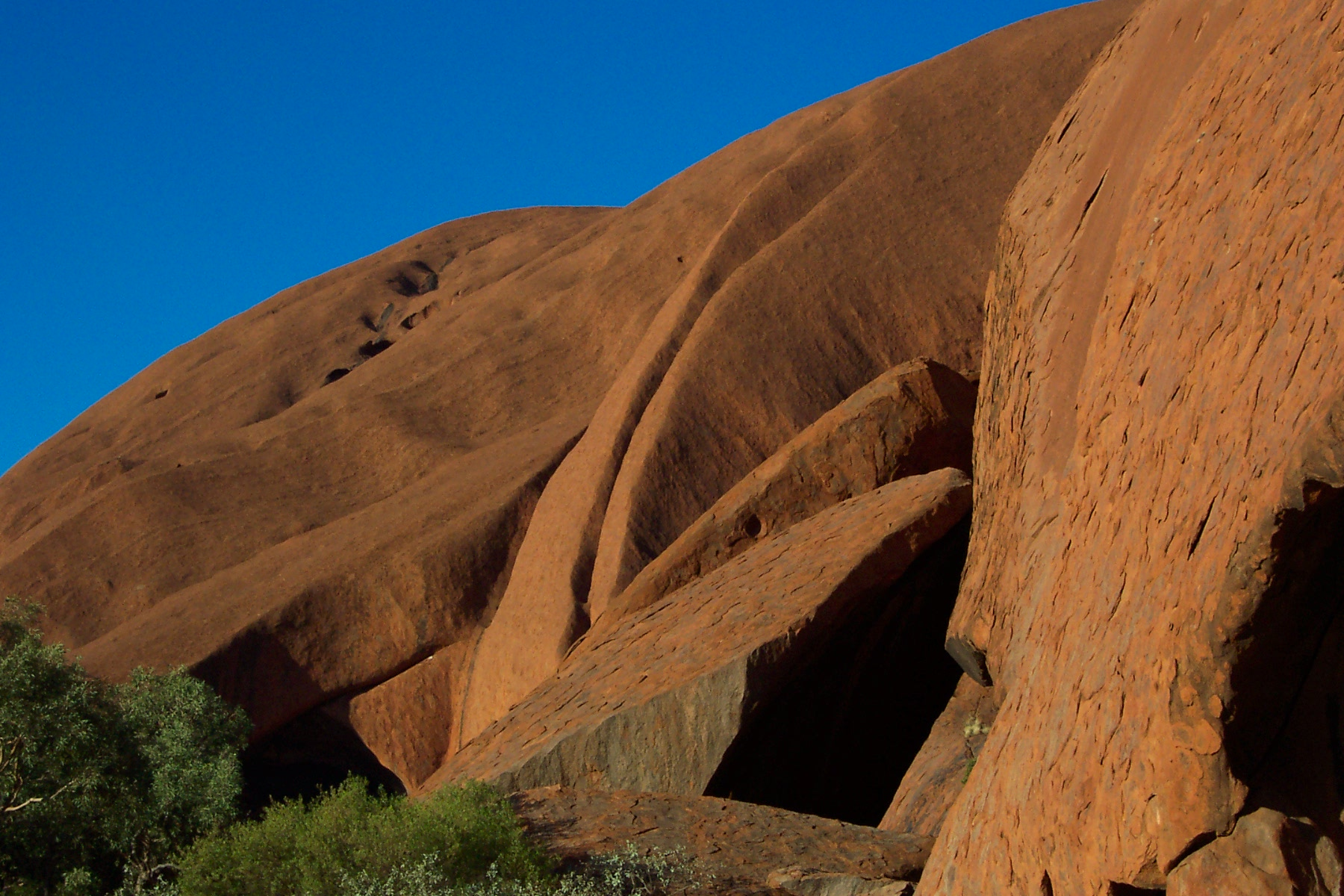
ウルルの斜面

ウルル（Uluru）は、オーストラリア大陸にある世界で2番目に大きい一枚岩。
ウルルはアボリジニによる呼び名（ピチャンチャチャラ語）だが、広く知られた名称としてエアーズロック（英: Ayers Rock）とも呼ばれる。これは1873年、オーストラリアの探検家ウィリアム・ゴスが探検行の途中で発見し、当時の南オーストラリア植民地首相であるヘンリー・エアーズにちなんで名付けられた。
1987年にユネスコの世界遺産（複合遺産）に登録された。しばしば書籍やWebサイト、テレビなどにおいて「エアーズロックは世界最大の一枚岩である」と紹介されるケースがあるが、同じくオーストラリアの西オーストラリア州に存在するマウント・オーガスタスは本岩の約2.5倍の大きさがあり、「世界最大の一枚岩」はこのマウント・オーガスタスである。

## 概要
オーストラリアのほぼ中央に位置し、ノーザンテリトリー、ウルル-カタ・ジュダ国立公園内に存在する。西オーストラリア州にあるマウント・オーガスタスに次いで、世界で二番目に大きな単一の岩石である。『世界の中心』という意味合いで「大地のヘソ」もしくは「地球のヘソ」と呼ばれることもある。ウルルを形成する砂岩は鉄分を多く含んでおり、外観は鉄分が酸化した赤色を呈している。太陽の当たり方で色が変わって見え、朝陽と夕陽により赤色がより鮮やかになる。ウルルは岩盤が長期的に削剥され形づくられたもので、比高335m（標高868m）、周囲は9.4kmである。表面には地層が表れ、地表からほぼ垂直に無数の縦じまを形成している。
オーストラリア先住民がウルル周辺に住み着いたのは、今から1万年以上前といわれる。先住民が遺したとされる、精霊や水場の位置が描かれた壁画があり、最も古いものは1千年程度前のものと推定される。先住民の聖地であり、古くから先住民のピチャンチャチャラ語で「ウルル」と呼ばれるが、ウルルは固有名詞であり特に意味はない。ウルルは1980年代から正式名称として使われ始めた。表面の色、風食による巨大なくぼみや穴などはノッチとも呼ばれ、精霊が宿っているとされる。
1976年にアボリジニ土地権利（北部準州）法が制定された際にウルルは対象から除外されていたため、1970年代後半からピチャンチャチャラ評議会及びセントラルランド評議会は法の改正を要求するロビー活動を展開した。その結果、1983年11月にホーク政権は法の改正とウルルの所有権を伝統的所有者に返却することを宣言した。そして1985年10月26日、ウルルの所有権はオーストラリア政府から本来の所有者であるこの地域の先住民（アナング、Anangu）に返却され、同時に2084年まで一帯の土地を環境エネルギー省にリースされることとなった。ウルル周辺にも先住民の聖地がいくつかあり、許可無く立ち入った場合は罰金が科せられる。

## 形成過程

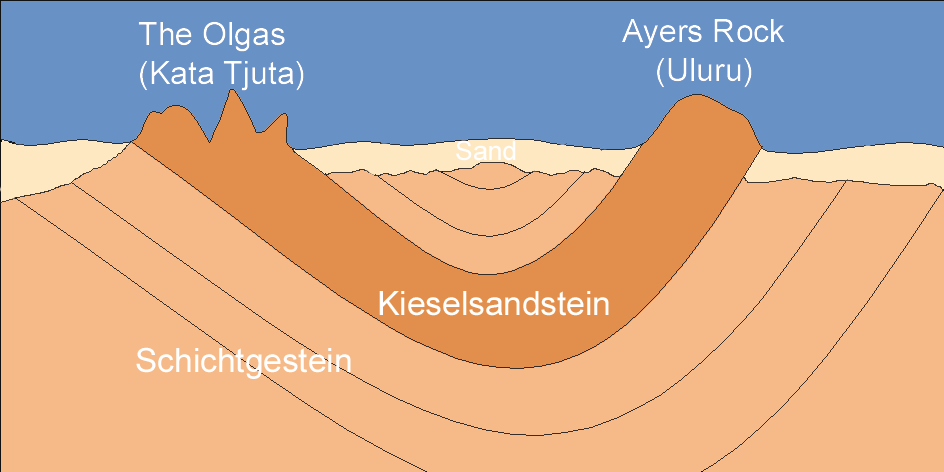
カタ・ジュタとウルルの概要

6億年前、現在ウルルがある地域は8000m級の山脈があったと考えられている。その山脈を流れていた川は、山からふもとへ砂を大量に運び出し、扇状地を形成した。5億年前、8000m級の山脈は侵食を受け消滅したと見られている。山脈を形成していた土砂は侵食によって流され、扇状地を覆って砂を砂岩へと変化させた。4億年前に地殻変動が起こり、砂岩の地層は大きく褶曲して向斜構造となった。長期にわたる雨や風などにより周囲の土砂は侵食を受けたが、硬い砂岩層は侵食の度合いが少なく地表に突出して表れ、7000万年前にはほぼ現在の姿となった。なお、地表部は全体の5%に当たる。

## 観光
夕陽や朝陽を浴びて刻々と岩の色が変化していく様子を鑑賞したり、かつてはウルルに登ったりといった観光が行われ、入場料は25豪ドルであった。
ウルルの山頂までは片道1時間前後で行けた。前半の3分の1の行程は最大斜度46度で、登山路には杭を打って鎖が張られていた。過去には転落死亡事故も発生しており、気象条件などによっては入山が規制された。また、先住民（アナング族）の宗教的あるいは文化的な行事の開催時も登山禁止となり、宗教的な理由から写真撮影が禁止されている場所が存在した。
- 気温：その日の最高気温が36度以上に上がると予想される場合、朝の8時に閉鎖
- 風：2500フィート（25ノット）以上の風が吹くと予報された場合
- 低気圧：ウルルから50キロ以内の北西または南西に強い低気圧が観測された場合
- 雨：今後3時間以内に20%以上の確率で降雨が予報された場合
- 雷：今後3時間以内に5%以上の確率で雷雲の発生が予報された場合
- 曇天：ウルルの山頂より低く雲が出ている場合
- 日没：日の出の1時間半以上前および日の入り後1時間半後

先住民の間では一部の祭司以外は登山が認められていなかった。オーストラリア政府と旅行会社によってウルルの観光開発が行われ、オーストラリア政府はリース料とウルル＝カタ・ジュタ国立公園入場料の一部を支払っていた。一方、ウルルを聖地とする先住民の人々からは観光客によるウルル登山を快く思われていなかった。こうした背景から登山を推奨しない旅行会社もあり、土産物店で「私は二つの山に登山しません」とプリントされたTシャツやステッカーなども販売された。2009年7月にはオーストラリア政府が2011年10月にも入山禁止の措置を取る計画を検討していることが明らかになった。しかし、リース料などの観光収入は先住民の貴重な収入源となっているため、観光客による登山を仕方なく容認せざるを得なかった。2010年1月8日に観光業界に配慮し、当面は登山を認めることを発表した。
こうした経緯を経て、2019年10月25日の夜を以って観光客向けの登山が恒久的に禁止された。その結果、閉鎖直前まで数百人の観光客がウルルに登った。
かつてはアリススプリングス経由での観光が主体であったが、現在はエアーズロック空港経由での訪問が多数を占める。近隣にはエアーズロックリゾートがあり、セイルス・イン・ザ・デザート等ラグジュアリーホテルも存在する。

## その他
日本で2001年に刊行された片山恭一の小説『世界の中心で、愛をさけぶ』の舞台の一つになっている。